# Pierre-François Moreau (philosophe)
Pour les articles homonymes, voir Pierre-François Moreau et Moreau.
Pierre-François Moreau est un philosophe et historien de la philosophie français né en 1948. Agrégé de philosophie et professeur des universités, il enseigne la philosophie moderne à l'École normale supérieure de Lyon et a dirigé l'Institut d'histoire de la pensée classique (laboratoire du CNRS, UMR 5037). 

## Travaux
Normalien et agrégé de philosophie, il soutient en 1991 une thèse sur « l'expérience et l'éternité » chez Spinoza sous la direction de Jean-Toussaint Desanti. 
S'il reste toute sa vie spécialiste de Spinoza, ses recherches portent également sur les philosophies matérialistes et occasionnellement sur la philosophie française. Ses thématiques de recherche couvrent aussi l'histoire des idées de l’humanisme aux Lumières, notamment des idées juridiques et politiques ainsi que la méthodologie de l’histoire de la philosophie. 
Il est le codirecteur de la collection « Philosophies » aux Presses universitaires de France (PUF), il a animé le groupe de recherches spinozistes du CNRS et il travaille à une édition bilingue des œuvres complètes de Spinoza en cinq volumes, dont le premier a paru en 2009 et le quatrième (l'Éthique) en mai 2020. Il est secrétaire de l'Association des amis de Spinoza (AAS). Il est directeur de la revue La lettre clandestine (Classiques Garnier) consacrée aux manuscrits clandestins et aux auteurs libertins, hétérodoxes et matérialistes.
Il a conçu avec Raphaële Andrault le site internet en libre accès "Les philosophes et la Bible". L'objectif de ce projet pédagogique est de "comprendre comment les philosophes des 16e-18e siècles ont lu la Bible, ont défini à partir de cette lecture des concepts majeurs pour leur pensée politique et morale et ont pris parti dans les controverses religieuses". A l'appui de conférences filmées, de ressources iconographiques et de courtes notices explicatives, le site permet à toute personne, étudiant comme grand public, d'appréhender la riche relation entre la Bible et les philosophes de la période de la Modernité.

## Publications (liste partielle)
- Spinoza, Paris, Éditions du Seuil, « Microcosme. Écrivains de toujours  », 1975.
- Les racines du libéralisme, une anthologie, Paris, Éditions du Seuil, 1978.
- Fernand Deligny et les idéologies de l'enfance, postface par Fernand Deligny, Paris, Retz, « Divergences », 1978.
- Le Récit utopique : droit naturel et roman de l'État, Paris, PUF, 1982
- Hobbes : philosophie, science, religion, Paris, PUF, « Philosophies », 1989.
- CD-Rom Jean-Jacques Rousseau,  avec André Charrak, Mathilde Panoff, et Gabrielle Radica, Paris, édition Index+ 1999 - Rédaction des contenus.
- Lectures de Michel Foucault. Sur les Dits et écrits. Volume 3 (dir.), Lyon, ENS Editions, 2001.
- Spinoza : l'expérience et l'éternité, Paris, PUF, « Épimethée », 1994, rééd. 2009.
- Lucrèce : l'âme, Paris, PUF, « Philosophies », 2002.
- Les Passions antiques et médiévales, Paris, PUF, « Léviathan », 2003.
- Spinoza. Etat et religion, Lyon, ENS Editions, 2005.
- Les Passions à l'âge classique. Tome II, Paris, PUF, « Léviathan », 2006.
- Les Universels. Spinoza (dir.), avec C. Ramond, Ellipses, 2006.
- Problèmes du spinozisme, Paris, J. Vrin, 2006.
- Spinoza et le spinozisme, Paris, PUF, « Que sais-je ? », 2007.
- L'unité du genre humain : race et histoire à la Renaissance (dir.), avec Frank Lestringant et Alexandre Tarrête, Paris, Presses de l'Université Paris-Sorbonne, 2014.
- Spinoza/Leibniz. Rencontres, controverses, réceptions (dir.), avec Raphaële Andrault et Mogens Laerke, Paris, Presses de l'Université Paris-Sorbonne, 2014. (voir recension dans Lectures)
- Liberté de conscience et arts de penser. Mélanges en l’honneur d’Antony McKenna, (dir.) avec Christelle Bahier-Porte et Delphine Reguig, Champion, 2017.
- Spinoza-Malebranche : à la croisée des interprétations, (dir.) avec Raffaele Carbone et Chantal Jaquet, ENS-Éditions, 2018.
- Spinoza transatlantique. Les interprétations américaines actuelles, (dir.) avec Chantal Jaquet, et Pascal Sévérac, Éditions de la Sorbonne, 2019.
- Spinoza et les arts, (dir.) avec Lorenzo Vinciguerra, L’harmattan, 2020.
- Spinoza : Éthique, édition, traduction, annotation, par F. Akkerman, P. Steenbakkers, P.-F. Moreau, PUF, 2020.
- Günther Anders et la fin des mondes, avec Ninon Grangé et Frédéric Ramel, Classiques Garnier, 2020.
- Phénoménologie et marxisme, (dir.) avec Matteo Vincenzo d’Alfonso, ENS-Éditions, 2021.
- Spinoza et la politique de la multitude, (dir.) avec Sonja Lavaert, Kimé, 2021.
- Deligny et la philosophie, un étrange objet, (dir.) avec Michaël Pouteyo , ENS-Éditions, 2021.
- Spinoza en Angleterre. Sciences et réflexions sur les sciences, avec L. Simonutti et A. Sangiacomo, Brepols, 2022.

## Distinction
- Doctorat honoris causa de l'Université de Genève (9 octobre 2020[8]).